# Gedersdorf
Gedersdorf är en ort och kommun  i Österrike. Den ligger i distriktet Krems i förbundslandet Niederösterreich. Kommunens huvudort Theiß ligger 54 km väster om huvudstaden Wien. 
Kommunen består av sju orter (Ortschaften) (inom parentes invånarantal 1 januari 2024):

- Altweidling (80)
- Brunn im Felde (732)
- Donaudorf (40)
- Gedersdorf (439)
- Schlickendorf (146)
- Stratzdorf (150)
- Theiß (578)